# Benkovec
Benkovec falu Horvátországban Varasd megyében. Közigazgatásilag Bednjához tartozik.

## Fekvése
Varasdtól 21 km-re délnyugatra, községközpontjától 2 km-re délkeletre fekszik.

## Története
A trakostyáni uradalom részeként 1456-ig a család kihalásáig, a Cilleiek birtoka. Ezután Vitovec János horvát báné, majd Corvin Jánosé lett, aki Gyulay Jánosnak adta. A Gyulayak három nemzedéken át birtokolták, de 1566-ban kihaltak és a birtok a császárra szállt. I. Miksa császár szolgálataiért Draskovich György horvát bánnak adta és a 20. századig család birtoka volt. 
1857-ben 277, 1910-ben 515 lakosa volt. A település a trianoni békeszerződésig Varasd vármegye Ivaneci járáshoz tartozott. 2001-ben a falunak 95 háztartása és 303 lakosa volt.

## Külső hivatkozások
- A község hivatalos oldala